# Есаулов, Игорь Григорьевич
Игорь Григорьевич Есаулов (22 января 1936, Сестрорецк, Ленинградская область — 26 января 2013, Ижевск) — советский артист балета, балетмейстер, хореограф, педагог. Лауреат (диплом 1-й степени) Первого всесоюзного конкурса балетмейстеров (1965 г., номер «Солдат и Смерть» на музыку С. Прокофьева), дипломант всесоюзного конкурса балетмейстеров 1980 г. (номер «Лодка»).

## Биография
Родился в г. Сестрорецке Ленинградской области. В Великую Отечественную войну до июля 1942 года жил в блокадном Ленинграде. После прорыва блокады с матерью Татьяной Андреевной и старшим братом были эвакуированы в Кемеровскую область в село Михайловка. После Великой Отечественной войны с семьей переехал в г. Пермь, где в 1948 году поступил в Пермское хореографическое училище. Окончил училище в 1957 году по классу педагога Ю. И. Плахта. В этом же году был принят в качестве солиста балета в оперный театр г. Казани. Позднее, в 1959 году работал солистом балета в Перми, в Кишиневе, в Куйбышеве, в Сыктывкаре.
В 1963 году поступил в Государственный институт театрального искусства им. А. В. Луначарского в класс профессора, Народного артиста СССР Леонида Михайловича Лавровского.
В 1965 году стал Лауреатом 1-го Всесоюзного конкурса балетмейстеров (11—18 окт. 1965 г., председатель жюри Л. М. Лавровский), получив диплом 1-й степени за номер «Солдат и Смерть» на музыку С. Прокофьева.
С 1965 года по 1967 год проходил стажировку в Большом театре под руководством Народного артиста СССР, профессора Юрия Николаевича Григоровича, стажировался и во вновь созданном «Классическом ансамбле СССР» под руководством Игоря Александровича Моисеева. Ездил на практику и стажировку в Ленинград к Народному артисту СССР Константину Михайловичу Сергееву, Народному артисту СССР Леониду Вениаминовичу Якобсону, заслуженному артисту РСФСР Борису Васильевичу Шаврову.
После окончания ГИТИСа работал главным балетмейстером в оперных театрах Новосибирска, Горького. Изучал фольклор, преподавал в хореографических училищах.
Умер 26 января 2013 в Ижевске.

### Оригинальные балеты
- 1968 — «Шурале» на музыку Ф. Яруллина[2]